# 蘭学塾

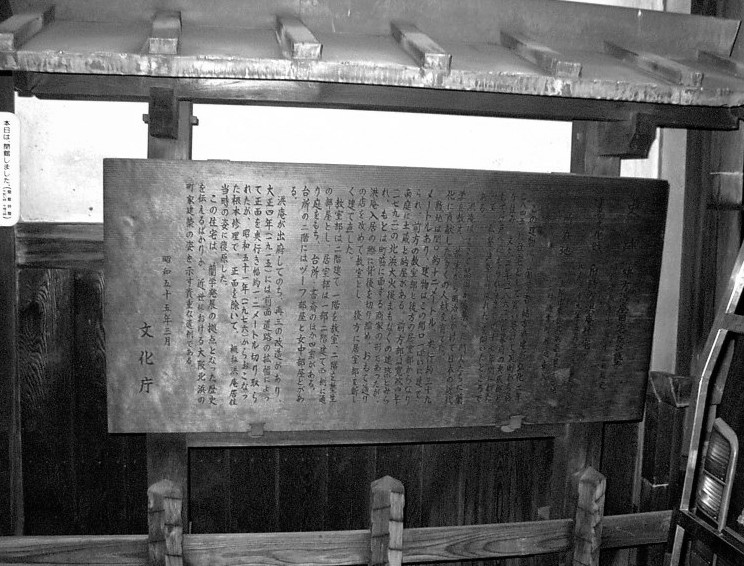
大坂の蘭学塾・適塾（正式名・適々斎塾）

蘭学塾（らんがくじゅく、旧字体：蘭學塾）は、江戸時代に西洋の学問を学ぶために私塾として広まった学問所。ヨーロッパの学問（蘭学）を初期は主に西洋医学と天文学、後に化学、物理学、西洋建築学等を学ぶ場所として使われ、その後の日本の近代化に大きな役割を果たした。

## 概要
江戸時代はヨーロッパの学問（西洋医学、化学、物理学等）と言えば蘭学であるが、これは鎖国時代に清（中国）を除けば海外と交易していた相手はオランダのみであり、洋書の多くは都合オランダ経由で入ってきたためオランダ（阿蘭陀）の書物「蘭書」と呼びオランダ以外の西洋学問のこともオランダ（阿蘭陀）学問「蘭学」で呼ぶようになった。

## 歴史
西洋との交流が始まった最初期は西洋のキリスト教による影響に鑑みて幕府は蘭学の禁止を打ち出していたが、八代将軍徳川吉宗公の代に改革の一部として解禁され日本の蘭学史が幕を開けた。しかし禁令が布かれて百年あまりの日本では長崎で通詞をする人間も読み書きは出来ず、ひとたび失敗をすれば切腹させられかねない状況や、通訳しての価値を下げかねない蘭学の普及に積極的になることはなかった。また、切実に求められた医学の分野では出島オランダ商館医に指導を受けた通詞の家のいくつかが紅毛外科（こうもう げか）と称する和洋折衷の医学を一子相伝的に伝える流派を生み出すのみであり、幕府は漢文学者であった野呂元丈、青木昆陽らを招聘して対策に当たらせたが単語700余りを書き留めるに終わってしまった。

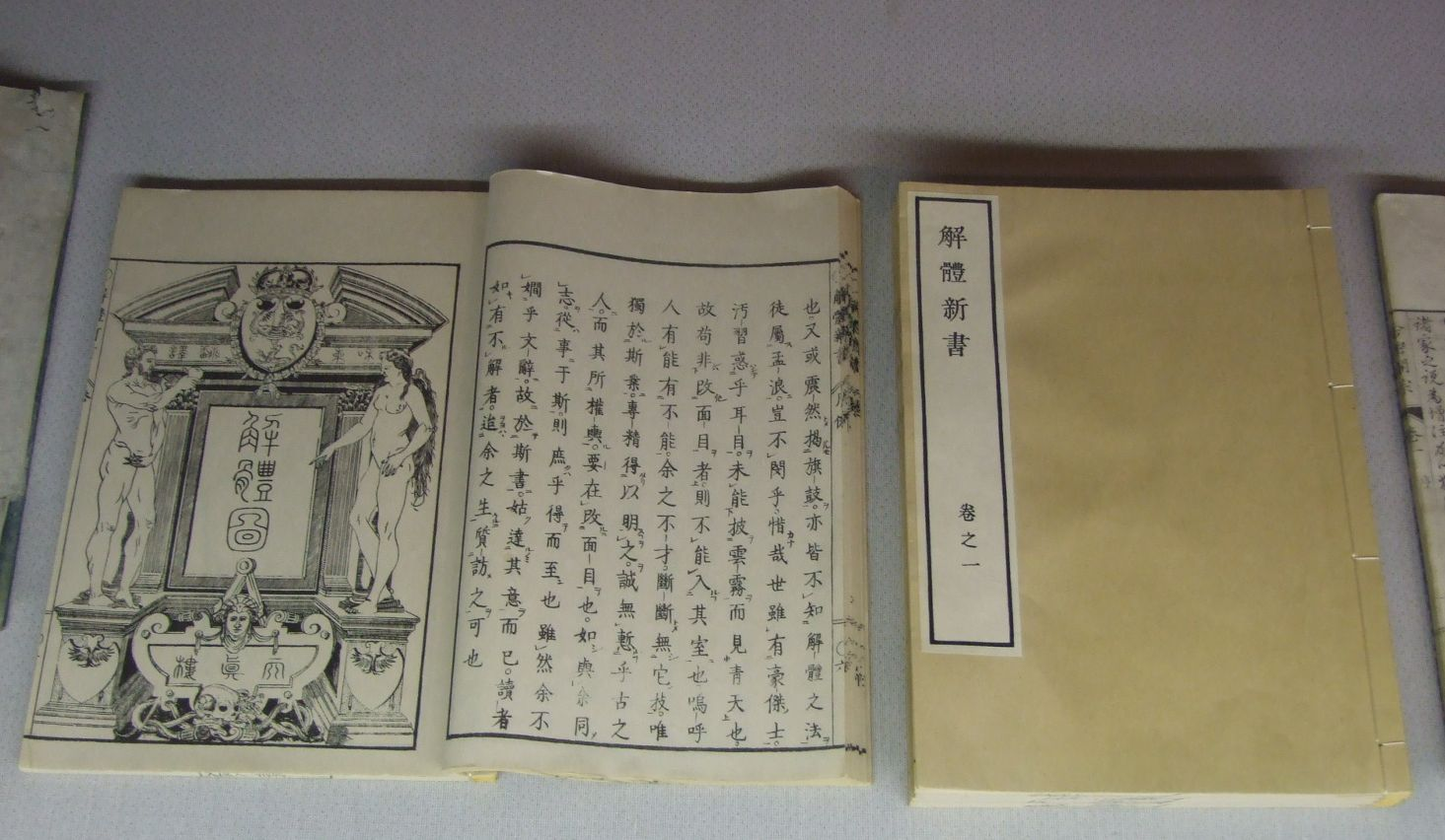
適塾所蔵の『解体新書』

この状況を打開したのは禁令解禁より50年余りが経過した後に出版された医書『解体新書』であった。医師、前野良沢、杉田玄白らが独学で西洋医学書『ターヘル・アナトミア』の訳出に成功。それまで蘭学は禁令が解かれたとはいえ表立って行動を起こせば幕府への反逆の意思ありとみなされ、即処罰の対象にされかねない状況であったが、この成功により杉田玄白の下には多くの弟子が集まりその教育のために私塾の必要性が生じここに蘭学塾「天真楼」が創設された。
前野良沢、杉田玄白の弟子大槻玄沢は「天真楼」に学んだ後、私塾「芝蘭堂」を創設。これらの塾から海外の事を取り入れようとやっきになっていた江戸時代末期の蘭学塾が多くが作られた。特に慶應義塾大学などは元々は蘭学塾からスタートしており、今でも大学のことを塾と呼ぶのはこの名残である。

## 主な蘭学塾
- 江戸：大槻玄沢の芝蘭堂
- 大坂 ：緒方洪庵の適塾
- 長崎：シーボルトの鳴滝塾